# Judenvermögensabgabe
Die Judenvermögensabgabe (Juva) war eine willkürliche Sonderabgabe, die deutsche Juden in der Zeit des Nationalsozialismus ab November 1938 leisten mussten.
Nach Herschel Grynszpans Attentat auf den deutschen Legationssekretär Ernst Eduard vom Rath und den Novemberpogromen 1938 verlangte Hermann Göring eine Kontributionszahlung von einer Milliarde Reichsmark (RM) als „Sühneleistung“ für „die feindliche Haltung des Judentums gegenüber dem deutschen Volk“. Die Verordnung über eine Sühneleistung der Juden deutscher Staatsangehörigkeit (RGBl. I S. 1579) vom 12. November 1938 war von Hermann Göring unterzeichnet, dem 1936 eine Generalvollmacht zum Erlass von Rechtsverordnungen erteilt worden war.
Am selben Tag wurde auch die Verordnung zur Ausschaltung der Juden aus dem deutschen Wirtschaftsleben sowie die Verordnung zur Wiederherstellung des Straßenbildes bei jüdischen Gewerbebetrieben erlassen, drei Wochen später die Verordnung über den Einsatz des jüdischen Vermögens.

## Zustandekommen
Eine vergleichbare Strafsteuer hatte Adolf Hitler bereits 1936 nach David Frankfurters Attentat auf Wilhelm Gustloff erwogen, danach einen „Plan der Erhebung einer Judensondersteuer grundsätzlich gebilligt“ und ein Gesetz ausarbeiten lassen, das sofort nach dem Gustloff-Prozess verkündet werden sollte. In einer geheimen Denkschrift zum Vierjahresplan proklamierte Hitler im August 1936, dass zur Erreichung der militärpolitischen Ziele Deutschlands u. a. ein Gesetz erlassen werden sollte, „das das gesamte Judentum haftbar macht für alle Schäden, die durch einzelne Exemplare dieses Verbrechertums der deutschen Wirtschaft und damit dem deutschen Volke zugefügt werden“. Am 18. Dezember desselben Jahres teilte der Staatssekretär im Reichsinnenministerium Wilhelm Stuckart dem Reichswirtschaftsminister Hjalmar Schacht vertraulich mit, Hitler habe die „Erhebung einer Judensteuer grundsätzlich gebilligt“ und angeordnet, „die Vorbereitungen eines entsprechenden Gesetzesentwurfs so zu beschleunigen, daß die Möglichkeit gegeben wäre, das Gesetz bereits nach Ende des Gustloff-Prozesses zu verkünden“. Diese Pläne gediehen bis zu einem Gesetzentwurf, der allen Juden für das Rechnungsjahr 1937 Sonderzuschläge auf Lohn- und Vermögenssteuern auferlegte. Hitler sah jedoch aus außenpolitischen Gründen, aber auch aufgrund von Bedenken der Ministerialbürokratie von einer Umsetzung ab, „offensichtlich in der Absicht, eine günstigere Situation abzuwarten“.
Am 10. November 1938 erfuhr Reichswirtschaftsminister Walther Funk von Joseph Goebbels, dass Adolf Hitler befehle, nunmehr alle Juden aus der deutschen Wirtschaft auszuschalten. Am gleichen Tage fanden sich Göring und Goebbels bei Hitler ein, und Goebbels schlug dabei vor, den Juden eine Kontribution aufzuerlegen. Göring bezeugte beim Nürnberger Prozess gegen die Hauptkriegsverbrecher vor dem Internationalen Militärgerichtshof den entsprechenden Führerbefehl:

„Ich möchte betonen, dass ich, obwohl ich schriftlichen Auftrag und Befehl, mündlich wie schriftlich, vom Führer gehabt habe, diese Gesetze durchzuführen und zu erlassen, die volle und ganze Verantwortung für diese von mir gezeichneten Gesetze auf mich nehme, denn ich habe sie erlassen und bin damit für sie verantwortlich und denke nicht daran, mich hinter den [sic] Befehl des Führers in irgendeiner Form zu verstecken.“

In einer mehrstündigen „Besprechung über die Judenfrage“ umriss Göring am 12. November 1938 vor mehr als hundert Teilnehmern das Ziel, in der Judenfrage „zu einer ganz klaren, für das Reich gewinnbringenden Aktion“ zu kommen. Die anlässlich des Pogroms entstandenen Schäden sollten von den Juden selbst beseitigt werden; Versicherungsleistungen wurden beschlagnahmt. Jüdische Gewerbebetriebe sollten unter Schätzwert enteignet und zum Verkehrswert an deutsche Käufer übertragen werden. Aktien und Wertpapiere mussten gegen Reichsschatzanweisungen eingetauscht werden. Göring äußerte während dieser Besprechung:

„Ich werde den Wortlaut wählen, dass die deutschen Juden in ihrer Gesamtheit als Strafe für die ruchlosen Verbrechen usw. usw. eine Kontribution von 1 Milliarde auferlegt bekommen. Das wird hinhauen. Die Schweine werden einen zweiten Mord so schnell nicht machen. Im übrigen muss ich noch einmal feststellen: Ich möchte kein Jude in Deutschland sein.“

## Durchführung
Bereits im Frühjahr 1938 war eine Verordnung über die Anmeldung des Vermögens von Juden ergangen. Juden mussten demnach bis Ende Juli ihr Vermögen deklarieren, wenn der Wert 5.000 RM überstieg. Eine Durchführungsverordnung über die Sühneleistung der Juden vom 21. November 1938 (RGBl. I S. 1638 f.) griff darauf zurück und bestimmte, dass alle Juden mit einem Vermögen über 5.000 RM 20 % davon in vier Raten bis zum 15. August 1939 an ihr Finanzamt abführen mussten. In der Verordnung war ausdrücklich vorbehalten, dass weitere Zahlungen abgefordert werden konnten, wenn auf diese Weise die Gesamtsumme von einer Milliarde Reichsmark nicht erreicht würde. Tatsächlich wurde mit einer weiteren Verordnung eine fünfte Rate verlangt, die zum 15. November 1939 fällig wurde. Die Gesamtsumme belief sich schließlich auf 1.126.612.495,00 RM.
| Steuerjahr | Steueraufkommen in RM |
| 1938       | 498.514.808           |
| 1939       | 533.126.504           |
| 1940       | 94.971.184            |
| Gesamt:    | 1.126.612.496         |

## Finanzpolitischer Hintergrund
Die finanzielle Notlage des Reiches hatte sich – nicht zuletzt wegen der Aufrüstung der Wehrmacht – zugespitzt. Es mangelte an Devisen und Krediten aus dem Ausland; für das Jahr 1939 war die Tilgung von Mefo-Wechseln fällig. Im Haushalt klaffte eine erhebliche Lücke: Es bestand 1938 ein Kassendefizit von zwei Milliarden Reichsmark. Walther Bayrhoffer vom Reichsfinanzministerium befürchtete Mitte November 1938 „die Möglichkeit, dass das Reich zahlungsunfähig“ würde. Ein Vertreter des Auswärtigen Amtes notierte nach einer internen Rede Görings am 18. November 1938:

„Sehr kritische Lage der Reichsfinanzen. Abhilfe zunächst durch die der Judenschaft auferlegte Milliarde und durch die Reichsgewinne bei Arisierung jüdischer Unternehmungen.“

Die dringend erwarteten Strafgelder aus der „Judenbuße“ wurden von deutschen Großbanken vorfinanziert. Durch 1 Milliarde Reichsmark erhöhten sich die Reichseinnahmen mit einem Schlag von 16 auf 17 Milliarden Mark, also um gut 6 Prozent.

## Reaktionen
Victor Klemperer schreibt in seinen Tagebüchern zum 13. November 1938 sowie unter dem 6. Dezember:

„In Leipzig erfuhren wir auch die Milliardenbuße, das deutsche Volk habe die Juden gerichtet. […] In der Vermögensabgabe dagegen scheinen wir aus unserer Armut Nutzen zu ziehen. […] Ich (werde) wahrscheinlich unter der 5.000-Mark-Grenze liegen, denn der Rückkaufwert der Lebensversicherung wird nur noch ein paar hundert Mark betragen, und der Augenblickswert des Hauses kaum 17.000, wovon 12.000 Hypothek sind.“

Tatsächlich zahlte nur ein Bruchteil der in Deutschland verbliebenen Juden diese Strafsteuer. In Hamburg hatten zum Beispiel nur 16 Prozent eine Vermögenserklärung abgeben müssen, die als Basis für die Judenvermögensabgabe herangezogen wurde. Die verbreitete Vorstellung vom „Reichtum der Juden“ war Legende.
Nach den geheimen innenpolitischen Stimmungsberichten, die vom Sicherheitsdienst als Vorläufer der späteren „Meldungen aus dem Reich“ erhoben wurden, kritisierten Teile der Bevölkerung die sinnlose Zerstörung von Sachwerten während der „Reichskristallnacht“. Die den Juden pauschal auferlegte Geldstrafe wurde hingegen in vielen Fällen als gerechte Strafe angesehen. Das Bamberger Volksblatt schilderte den angeblichen Reichtum der Juden und rechtfertigte die „Sühneleistung“: „Dieses, dem deutschen Volk durch Betrug genommene Vermögen wird durch die jetzt auferlegte Geldstrafe zu einem kleinen Teil wieder in den Besitz des deutschen Volkes zurückgeführt.“

## Wiedergutmachung
Im Rahmen der deutschen Wiedergutmachungspolitik nach dem Zweiten Weltkrieg sah das Bundesentschädigungsgesetz (BEG) eine Entschädigung in Geld nicht nur für die geleistete Judenvermögensabgabe, sondern auch für die Reichsfluchtsteuer, die Kosten aus der Aufzwingung eines Heimeinkaufsvertrages sowie die Dego-Abgabe vor. 
Im Gegensatz zur westlichen Entschädigung gab es – von Ausnahmen abgesehen – in der DDR keine Rückerstattung von Vermögen oder Immobilien. Diese ablehnende Haltung in Entschädigungsfragen wurde nach der Wiedervereinigung mit Zahlungen aus dem sog. Artikel-2-Fonds (Härtefonds für jüdische Verfolgte) zugunsten von Geschädigten, die bis dahin von Leistungen nach dem BEG ausgeschlossen waren, überwunden.